# Carlos Adlercreutz (1828–1903)
Carlos Natividad Adlercreutz, född 8 september 1828 i Mompox, Colombia, död 23 mars 1903 i Vetlanda, Jönköpings län, var en svensk kammarherre och greve.

## Biografi
Carlos Adlercreutz föddes 1828 i Mompos, Colombia. Han var son till Fredrik Adlercreutz och Josepha Diaz-Granadas. Adlercreutz blev friherre vid brodern Fredrik Valentin Adlercreutz död 1845 och greve vid faderns död 1852. Han blev 1860 kammarherre och tilldelades 1886 kommendör av Bolivars bysts orden. Adlercreutz avled 1903 i Vetlanda.

### Egendom
Adlercreutz ägde genom sitt andra gifte del i arrenderätten till Lindhovs kungsgård.

### Familj
Adlercreutz gifte sig första gången 2 april 1852 på Karlslund i Stora Herrestads socken med Luit ALfrida Emilia Colliander (1832–1859), dotter till apotekaren assessorn Carl Erland Colliander och Margareta Christina Lundh. De fick tillsammans barnen majoren Carl Adlercreutz (1853–1904), Eleonora Adlercreutz (1854–1917) som var gift med vice häradshövdingen Johan Holger Albert Volmar Silfversparre och Luitgard Adlercreutz (1859–1912) som var gift med löjtnanten Sixten Sparre.
Han gifte sig andra gången 15 maj 1861 i kristianstad med Sofia Vilhelmina Carolina Hasselström (1834–1916), dotter till ryttmästaren Axel Pontus Hasselström och Ulrika Morman. De fick tillsammans dottern Sofia Ulrika Henrietta Zoila Adlercreutz (1863–1868).

## Utmärkelser
- Bolivars bysts orden,  1886

[Redigera Wikidata]